# VBScript
VBScript (viết tắt của Visual Basic Script Edition) là một ngôn ngữ văn lệnh được thông dịch bởi Windows Script Host của Microsoft. Cấu trúc của nó phản ánh nguồn gốc của nó là một sự biến đổi của ngôn ngữ Visual Basic của Microsoft. Nó có được sự hỗ trợ quan trọng có lợi từ việc các nhà quản lý của Windows tìm kiếm một công cụ tự động mạnh hơn ngôn ngữ batch (được phát triển trong thập niên 1970).
VBScript được thông dịch bằng một phương tiện kịch bản là vbscript.dll, thứ có thể được gọi lên bởi phương tiện asp.dll trong môi trường web, wscript.exe trong môi trường đồ họa Windows, và cscript.exe trong môi trường dòng lệnh. Mã nguồn VBScript chứa trong những tập tin văn bản (text) độc lập và có phần mở rộng (kiểu file hay extension) đặc trưng là .vbs nên có thể mở và soạn thảo trong một trình soạn thảo văn bản.
Khi được sử dụng trong trình duyệt, VBScript rất giống chức năng với JavaScript – nó tiến hành mã được ghi trong các tập tin HTML. VBScript có được sử dụng để tạo ra các ứng dụng HTML (có dạng .hta) yêu cầu Internet Explorer 5 hoặc mới hơn. Các nhà phát triển web có thể thích JavaScript cho các trình duyệt khác tốt hơn Internet Explorer.

### Các cú pháp cơ bản
```
' Đây là Comment

Msgbox
 
"Hello World"
 
' tạo 1 thông báo lỗi có nội dung là Hello World

```